# Willie Brown (bluesmusicus)
Willie Brown (circa 1890-1895 – Tunica, 30 december 1952) was een Amerikaanse blueszanger en gitarist uit Mississippi, die wordt beschouwd als een van de grondleggers van de Deltablues. Hoewel maar enkele van zijn eigen songs bewaard zijn gebleven, is hij als tweede gitarist te horen op opnames van bluesgrootheden als Son House en Charlie Patton en was hij een voorbeeld voor Robert Johnson en Muddy Waters. Son House, met wie hij in de jaren 1930 vaak optrad, beschouwde hem als de beste gitarist die hij kende.
Willie Brown wordt soms vereenzelvigd met Kid Bailey, een Deltablueszanger die in 1929 enkele plaatopnames in de stijl van Brown heeft gemaakt en daarna van de aardbodem lijkt te zijn verdwenen. Het is nog altijd onduidelijk of Kid Bailey een schuilnaam van Willie Brown was of dat het iemand anders was.
Willie Brown moet niet worden verward met andere muzikanten die ook Willie Brown heetten of zich zo noemden, zoals Noble Sissle, die op sommige platen het pseudoniem "Willie Brown and his Sizzling Syncopators" gebruikte.

## Biografie
Willie Brown werd in circa 1890-1895 geboren, waarschijnlijk ergens in het noordwesten van Mississippi (Drew, Shaw of Clarksdale) of in Tennessee. Rond 1911 – hij was toen al getrouwd met Josie Bush, eveneens een bluesmuzikant – woonde en werkte hij op de katoenplantage van Jim Yeager in de buurt van Drew (Mississippi). In 1916 gaf hij samen met onder anderen Charley Patton en Tommy Johnson, die op dat moment op naburige plantages woonden, optredens op feesten en partijen.
Rond 1929 verhuisde hij naar Robinsonville (bij Tunica (Mississippi)), waar hij samen met zijn toenmalige speelpartner Son House een aandeel had in de metamorfose van Robert Johnson van brutale mondharmonicaspeler tot virtuoze gitarist. In 1930 kreeg Willie Brown een opnamesessie bij Paramount Records aangeboden, waarvan twee nummers bewaard zijn gebleven. Hij begeleidde toen ook Charley Patton op drie opnames. In de jaren 1930 trad hij regelmatig op met onder anderen Son House en Robert Johnson in jukejoints in Mississippi en de omgeving van Memphis. In 1941 maakte Willie Brown deel uit van de band die Son House begeleidde tijdens diens opnames voor de Library of Congress onder supervisie van Alan Lomax. Willie Brown nam toen ook één nummer solo op.
Kort erna stopten ze allebei met muziek maken en verhuisden ze naar Rochester (New York). Rond 1950 keerde Brown terug naar Mississippi en werkte daarna als boer in Tunica (Mississippi). Hij overleed daar op 30 december 1952 en werd begraven op de Good Shepherd Cemetery in Prichard (Mississippi).

## Muziek
De enige 78 toerenplaat van Willie Brown waarvan exemplaren bewaard zijn gebleven, bevat de twee nummers die Son House jaren later als voorbeeld gaf van Browns virtuositeit als gitarist en componist: Future Blues en M & O Blues. In tegenstelling tot Charley Patton en House zelf was Willie Brown in staat om nummers met een kop en een staart te schrijven. En qua gitaarspel kende hij geen betere: "Ik dacht dat Charley Patton de beste gitarist was die ik kende, totdat ik Willie Brown hoorde." Volgens House beperkte Willie Browns repertoire zich tot zo'n vijf, zes nummers die hij vrijwel altijd op dezelfde manier speelde, zonder de improvisaties waar Charley Patton om bekend stond: "Charley, he could start singing out of the shoe there and wind up singing about that banana", aldus Son House.
Future Blues is wel de ultieme Deltablues genoemd. De gitaar is gestemd in een open G-stemming, maar in tegenstelling tot veel andere Deltabluesgitaristen gebruikt Willie Brown geen slide. In deze compositie vervlecht Willie Brown zijn donkere, welluidende stemgeluid met een complexe, syncoperende gitaarpartij. Charley Patton heeft er diverse variaties op gemaakt en Son House speelde het tijdens de Library of Congress-opnames in 1941 als Jinx Blues. Tommy Johnson gaf er een originele draai aan met zijn Big Road Blues (in drop D-stemming), waarin hij het dalende, chromatische loopje veranderde in een stijgende baslijn (zonder de kleine terts) en zo Browns pessimisme liet omslaan in zelfverzekerdheid.
M & O Blues is een blues in de toonsoort E met de gitaar in standaardstemming. "M & O" verwijst naar de Mobile and Ohio Railroad. Het is Willie Browns variant van de klassieker Pony Blues die vooral bekend is van Charley Patton. Son House zong het nummer als Louise en Tommy Johnson baseerde er onder andere zijn melodieuze Bye Bye Blues op.
Op Charley Pattons Moon Going Down is Willie Brown te horen met zijn versie van de repeterende lick in de toonsoort A die hij (volgens Son House) "down the staff" noemde.

## Het raadsel "Kid Bailey"
Een Deltablueszanger die zich Kid Bailey noemde, heeft op 25 september 1929 plaatopnames gemaakt in Memphis (Tennessee). Van deze sessie zijn slechts twee nummers bewaard gebleven: "Mississippi Bottom Blues" en "Rowdy Blues" (op een 78 toerenplaat van het label Brunswick). De nummers vertonen invloeden van Charley Patton, Tommy Johnson en vooral Willie Brown. Behalve deze opnames is er vrijwel niets over hem bekend. Vanwege de muzikale overeenkomsten wordt wel verondersteld dat Kid Bailey een artiestennaam was van Willie Brown, maar als we de getuigenissen mogen geloven van sommige mensen die beweerden hem gekend te hebben, heeft hij wellicht toch echt bestaan (op zijn plaatopnames kan hij dan eventueel begeleid zijn door Willie Brown).
Zo zou hij begin jaren 1920 als straatmuzikant actief zijn geweest in de omgeving van Doddsville (Sunflower County, Mississippi). Rond 1925 speelde hij in een stringband die Charley Patton tijdens enkele optredens begeleidde, en rond 1930 begeleidde hij Patton als sologitarist. In de jaren 1930 en 1940 zou hij in de omgeving van Leland gemusiceerd hebben. Skip James beweerde dat hij Kid Bailey in 1950 was tegengekomen in een jukejoint in Moorhead (Mississippi) (zonder daar verder over uit te weiden). Verder zijn er meldingen van straatoptredens in Indianola in 1958 en een optreden in een kroeg in Canton in 1960. Daarna loopt elk spoor – voor zover er al een spoor was – dood.
De twee nummers die op zijn naam staan, zijn gecoverd door onder anderen Rory Block.

## Andere Willie Browns
Om de verwarring compleet te maken hebben een of twee andere Deltabluesmuzikanten, die ook Willie Brown heetten en over wie verder niets bekend is, in 1942 enkele nummers uitgevoerd voor Alan Lomax van de LOC, waaronder Ragged and Dirty en Mississippi Blues.

## Discografie

### Solo-opnames
Willie Brown nam in 1930 zes nummers op voor Paramount Records in Grafton, Wisconsin. Ze werden uitgebracht op drie 78 toerenplaten. Van slechts een van die platen zijn exemplaren teruggevonden.
- Paramount 13001: Grandma Blues – Sorry Blues (geen exemplaren bekend)
- Paramount 13090: M & O Blues – Future Blues
- Paramount 13099: Window Blues – Kicking in My Sleep Blues (geen exemplaren bekend)

Tijdens de opnamesessie met Son House in 1941 voor de Library of Congress door Alan Lomax (zie hierna) nam Brown één nummer solo op: Make Me a Pallet on the Floor

### Als begeleider van Charley Patton
Opnames voor Paramount Records in Grafton (Wisconsin), circa 28 mei 1930
Charley Patton (zang, gitaar), Willie Brown (gitaar):
- Dry Well Blues (Paramount 13070)
- Moon Going Down (Paramount 13014)
- Bird Nest Bound (Paramount 13070)

### Als begeleider van Son House
Opnames voor de Library of Congress door Alan Lomax in Klack's Store, Lake Cormorant (Mississippi), circa 24-31 augustus 1941
Son House (zang, gitaar), Willie Brown (gitaar), Fiddlin' Joe Martin (mandoline), Leroy Williams (mondharmonica):
- Levee Camp Blues
- Government Fleet Blues
- Walking Blues

Son House (zang), Willie Brown (gitaar, zang), Fiddlin' Joe Martin (mandoline, zang):
- Fo' Clock Blues

Son House (zang), Willie Brown (zang), Fiddlin' Joe Martin (zang):
- Camp Hollers

- Bibliothèque nationale de France: cb13891913w (data)
- Gemeinsame Normdatei: 13474313X
- International Standard Name Identifier: 0000 0000 7926 9643
- Library of Congress Control Number: no96020800
- MusicBrainz: 1ec4683b-4326-4290-a780-fd9a79a0191a
- Système universitaire de documentation: 26042191X
- Virtual International Authority File: 76524064
- WorldCat: E39PCjFFPv4WWGctqMHWXxPrYP